# Поймай меня, если сможешь
«Пойма́й меня́, е́сли смо́жешь» (англ. Catch Me If You Can) — американская биографическая криминальная комедийная драма 2002 года, двадцатый полнометражный фильм, снятый и спродюсированный Стивеном Спилбергом, в главных ролях Леонардо Ди Каприо и Том Хэнкс, а также Кристофер Уокен, Мартин Шин, Натали Бай, Эми Адамс и Джеймс Бролин в ролях второго плана. Сценарий Джеффа Натансона основан на одноимённой полуавтобиографической книге Фрэнка Абигнейла-младшего, который утверждает, что до своего 19-летия он успешно провернул аферы на миллионы долларов, выдавая себя за пилота Pan American World Airways, врача из Джорджии и прокурора округа Луизиана. Однако правдивость его истории по состоянию на 2020-е годы вызывает серьёзные сомнения. 
Киноверсия одноимённой книги Абигнейла рассматривалась вскоре после её публикации в 1980 году, но всерьёз началась в 1997 году, когда DreamWorks Спилберга купила права на фильм. Дэвид Финчер, Гор Вербински, Лассе Халльстрём, Милош Форман и Кэмерон Кроу рассматривались в качестве режиссёров фильма, прежде чем Спилберг решил сам стать режиссёром. Съёмки проходили с февраля по май 2002 года.
Фильм вышел в прокат 25 декабря 2002 года и имел большой успех у критиков и в прокате, собрав 352 миллиона долларов по всему миру. На 75-й церемонии вручения премии «Оскар» Кристофер Уокен и Джон Уильямс были номинированы на звание лучшего актёра второго плана и лучшую музыку к фильму соответственно.

## Сюжет
В 1969 году в Марселе под стражей держат мошенника Фрэнка Абигнейла. К нему прибывает агент ФБР Карл Хэнрэтти, однако Фрэнк в результате хитрости совершает побег, тем самым позоря Хэнрэтти.
1963 год. Фрэнк Абигнейл-младший — 16-летний сын почтенного члена одного из американских клубов Абигнейла-старшего вместе со своей семьёй вынужден переехать из Нью-Йорка в другой город и купить новую квартиру, так как банк его отца отказал ему. На день рождения Фрэнка отец дарит ему банковский чек. В новой школе Фрэнк, пользуясь отсутствием учителя французского языка, представляется новым учителем и преподаёт этот предмет ученикам, ставит отметки, задаёт домашние задания и даже дважды водит на экскурсию в пекарню. Спустя неделю его розыгрыш раскрывается, и Фрэнка вызывают к директору.
Вскоре Фрэнк узнаёт, что его родители разводятся. Когда ему предлагают выбрать, с кем из них он будет жить, Фрэнк сбегает из дома. Так начинается история мошенника.
Представляясь журналистом школьной газеты, Фрэнк узнаёт у бывшего лётчика про чеки пилотов компании Pan American, после чего с лёгкостью подделывает такой чек и заказывает форму пилота. Работая в компании как лётчик, Фрэнк летает в разные уголки мира и получает благодаря мошенничеству три миллиона долларов, хотя просто сидит в кабине с пилотами как член команды. Он даже пишет о своих успехах Абигнейлу-старшему. Его начинают уважать в разных экипажах, Абигнейл звонит отцу и встречается с ним. Он говорит тому, что купил для него автомобиль, и просит прокатиться с ним вместе с матерью, но отец говорит, что она уже живёт со своим новым мужем в другом месте.
Фрэнк продолжает карьеру, а специальный агент Карл Хэнрэтти начинает расследовать его дела, так как Абигнейл уже обналичил чеки по всей территории Соединённых Штатов. Он почти ловит Фрэнка в номере отеля, но тот представляется агентом Секретной службы Барри Алленом и говорит, что якобы уже арестовал Абигнейла, и протягивает Карлу своё удостоверение в чехле. После того, как Карл взял бумажник с удостоверением, Абигнейл уходит. Карл открывает чехол и видит там бумажки, понимая, что Абигнейл его обманул и опозорил. Хэнрэтти злится и собирается поймать его. Вскоре он узнаёт, что Абигнейл назвался именем героя комиксов Флэша, и, после встречи с матерью Фрэнка, понимает, что преступник - несовершеннолетний.
Абигнейл звонит Карлу и просит извинить его и больше не преследовать, но тот обещает поймать его. Фрэнк устраивает у себя в доме вечеринку, после чего уезжает наутро в больницу, где знакомится с молодой сотрудницей Брендой. С ней у Фрэнка вскоре завязывается роман. Он устраивается работать в больницу как главный врач, делая это под именем Фрэнк Коннорс. Впрочем, когда Абигнейла просят провести операцию, он убегает из палаты, так как не умеет оперировать. Он также знакомится с родителями Бренды, которые были в ссоре с дочерью. Он устраивается на работу юристом к отцу девушки Роджеру Стронгу. Вскоре он готовится к свадьбе с Брендой.
Карл обследует дом Фрэнка после вечеринки и вскоре снова выходит на него. Прямо в канун свадьбы он вместе с агентами приходит на праздник, но Абигнейл вместе с Брендой запираются в комнате. Фрэнк раскрывается ей и показывает кучу денег, после чего сбегает и обещает встретиться с ней в аэропорту утром. Приезжая в аэропорт, Фрэнк замечает свою невесту, но не решается подойти так как обнаруживает что место пасут агенты и она очевидно пошла на сделку с ФБР. Потеряв надежду, он снова становится пилотом и устраивает конкурс для девушек, мечтающих стать стюардессами. Благодаря этой уловке незаметно с девушками он проникает на борт самолёта прямо из-под носа Карла. Фрэнк покидает Соединённые Штаты и направляется в небольшую деревушку во Франции, в которой отец встретился с матерью во время освобождения страны от французской оккупации фашистами.
Хэнрэтти, узнав, что Фрэнк промышляет мошенничеством на территории чужой страны, едет во Францию и находит Абигнейла, но тот отказывается сдаться и собирается бежать. Карл убеждает его, что на выходе его ждут полицейские и убьют его, и после недолгих колебаний Фрэнк соглашается. Когда они выходят, к месту приезжает полиция и забирает Абигнейла с собой. Хэнрэтти обещает, что доставит его обратно в США.
Далее рассказывается, что Хэнрэтти всё-таки «отобрал» Фрэнка у властей Франции. В 1969 году он на самолёте везёт Абигнейла в США, чтобы тот встретился с отцом, однако в самолёте Карл признаётся Абигнейлу, что отец у того погиб, упав со ступенек на вокзале. Карл сообщает, что просто не хотел расстраивать того раньше времени, но Фрэнк запирается в туалете и, когда самолёт садится в аэропорту, сбегает с самолёта на глазах Карла. Абигнейл бежит к дому, где живёт его мать Паула, и через окно видит свою единоутробную сестрёнку. Он впадает в отчаяние и, когда к месту прибывает ФБР вместе с Карлом Хэнрэтти, добровольно сдаётся.
Абигнейла сажают в тюрьму на 12 лет. К нему приходит Карл и приносит комиксы, после чего предлагает работу на ФБР, за что Фрэнку сократят срок. Фрэнк соглашается и вместе с Карлом приступает к расследованию дела своего «последователя», который начал использовать поддельные банковские чеки. За время работы Фрэнк решает бежать и в форме пилота с поддельным чеком готовится улететь. Хэнрэтти догоняет его и говорит, что теперь Фрэнка никто не держит и что он сам должен выбирать свой путь, после чего уходит.
Фрэнк всё-таки возвращается в ФБР, и вместе с Карлом они начинают беседу о мошеннике.
В титрах указано, что Фрэнк Абигнейл за сотрудничество с ФБР был выпущен из тюрьмы через 4 года.

## В ролях
| Актёр              | Роль                                                            |
| ------------------ | --------------------------------------------------------------- |
| Леонардо Ди Каприо | Фрэнк Уильям Абигнейл-младший                                   |
| Том Хэнкс          | агент ФБР Карл Хэнрэтти                                         |
| Кристофер Уокен    | отец Фрэнка Фрэнк У. Абигнейл-старший                           |
| Мартин Шин         | адвокат Роджер Стронг                                           |
| Эми Адамс          | волонтёр в больнице, дочь Роджера Бренда Стронг                 |
| Натали Бай         | мать Фрэнка Паула Абигнейл                                      |
| Джеймс Бролин      | Джек Бэрнс (друг Абигнейла-старшего, имевший роман с его женой) |
| Дженнифер Гарнер   | элитная проститутка в отеле Шерил Энн                           |
| Элизабет Бэнкс     | Люси Форрест                                                    |
| Лилиан Шовен       | миссис Лавальер                                                 |
| Жасмин Энтони      | маленькая девочка                                               |
| Китти Карлайл      | в роли самой себя                                               |
| Джералд Молен      | агент ФБР                                                       |
| Стивен Данам       | пилот                                                           |
| Джиллиан Клэр      | девочка (озвучивание, в титрах не указана)                      |
| Фрэнк Абигнейл     | комиссар французской полиции (эпизод)                           |
| Джимми Ф. Скэггс   | бармен                                                          |

## Музыка
Саундтрек к фильму был выпущен 10 декабря 2002 года DreamWorks Records. Оригинальный саундтрек был написан Джоном Уильямсом.
| №                   | Название                                        | Исполнитель(ли)                                                              | Длительность |
| ------------------- | ----------------------------------------------- | ---------------------------------------------------------------------------- | ------------ |
| 1.                  | «Catch Me If You Can»                           |                                                                              | 2:41         |
| 2.                  | «The 'Float'»                                   | Композитор Джон Уильямс                                                      | 4:56         |
| 3.                  | «Come Fly with Me»                              | Исполнитель Фрэнк Синатра                                                    | 3:19         |
| 4.                  | «Recollections (The Father's Theme)»            | Солисты: Алан Эстес, вибрафон; Дэн Хиггинс, сакс                             | 5:16         |
| 5.                  | «The Airport Scene»                             |                                                                              | 2:26         |
| 6.                  | «The Girl from Ipanema»                         | Исполнители Стэн Гетц, Жуан Жилберту, Аструд Жилберту и Антониу Карлос Жобин | 5:15         |
| 7.                  | «Learning the Ropes»                            |                                                                              | 8:44         |
| 8.                  | «Father and Son»                                | Солисты: Алан Эстэс, вибрафон; Дэн Хиггинс, саксофон                         | 3:15         |
| 9.                  | «Embraceable You»                               | Исполнитель Джуди Гарленд                                                    | 2:50         |
| 10.                 | «The Flash Comics Clue»                         |                                                                              | 1:47         |
| 11.                 | «Deadheading»                                   |                                                                              | 2:25         |
| 12.                 | «The Christmas Song»                            | Нэт Кинг Коул                                                                | 3:10         |
| 13.                 | «A Broken Home»                                 |                                                                              | 4:25         |
| 14.                 | «Doctor, Lawyer, Lutheran»                      |                                                                              | 3:12         |
| 15.                 | «The Look of Love»                              | Исполнитель Дасти Спрингфилд                                                 | 3:31         |
| 16.                 | «Catch Me If You Can (Reprise and End Credits)» |                                                                              | 5:14         |
| Общая длительность: | Общая длительность:                             | Общая длительность:                                                          | 62:26        |

## Производство

### Разработка
Фрэнк Абигнейл продал автобиографию для фильма в 1980 году. Исполнительный продюсер Мишель Шейн приобрёл права на фильм в 1990 году, для Paramount Pictures. В декабре 1997 года Барри Кемп приобрёл права на фильм Шейна, передал проект DreamWorks Pictures и Джеффу Натансону, который написал сценарий. К апрелю 2000 года Дэвид Финчер был привязан к фильму в течение нескольких месяцев, но бросил его в пользу «Комнаты страха». В июле 2000 года Леонардо Ди Каприо вёл переговоры, чтобы сыграть главную роль. Стивен Спилберг подписал контракт с продюсером, и съёмки начались в марте 2001 года.

### Историческая основа
По словам Стивена Спилберга, он взялся за постановку фильма «Поймай меня, если сможешь», поскольку, будучи большим поклонником афер, был поражён аферами Фрэнка Абигнейла.
В свою очередь Абигнейл был польщён, что именно этот режиссёр занялся экранизацией его книги, считая, что если кто-то и мог бы снять фильм о его жизни, то это именно Спилберг.
В конце 2001 года Абигнейл признался, что ни разу не встречался и не разговаривал со Стивеном Спилбергом и даже не читал сценария, но ему импонирует подход режиссёра.
Обсуждая сценарий с Джеффом Натансоном, Спилберг желал сохранить в фильме достоверность событий в целом и допускал вольность только в деталях. В частности, он намеренно продлил отношения героя с отцом, в которых юноша старается вызвать гордость за успехи сына, хотя в реальности Абигнейл, тяжело переживавший развод родителей, не видел отца с тех пор, как подростком убежал из дома.
Когда же Абигнейл посмотрел фильм и прочитал сценарий, он одобрил идею, сказав Спилбергу: «Хоть я больше и не видел своего отца, каждую ночь после блестящего дня и встречи с множеством женщин, заработав много денег, я в одиночестве возвращался в гостиничный номер и я просто думал о маме и папе, и фантазировал о том, чтобы снова свести их вместе, и плакал. Вот оправдание той фантазии, которую вы вложили».
Сам Абигнейл также принял участие в фильме, исполнив роль комиссара французской полиции в сцене ареста главного героя на площади перед Церковью в городке Монтришар.

### Кастинг
Гор Вербински выбрал Джеймса Гандольфини на роль Карла Ханратти, Эда Харриса, на роль Фрэнка Абигнейла старшего и Хлою Севиньи на роль Бренды Стронг. Вербински ушёл из проекта из-за привлечения Ди Каприо в фильм «Банды Нью-Йорка». Лассе Халльстрём вел переговоры с мая 2001 года, но выпал в июле 2001 года. На этом этапе Харрис и Севиньи покинули фильм, но Гандольфини все ещё был привязан. Спилберг, соучредитель DreamWorks, предложил работу режиссёру Милошу Форману и решил нанять Кэмерона Кроу. В течение этого переговорного периода Спилберг начал рассматривать режиссуру самого фильма, в конечном итоге отбрасывая такие проекты, как «Крупная рыба» и «Мемуары гейши». Спилберг официально принял на себя руководство в августе 2001 года.
Поиск на роль Бренды Стронг длился несколько месяцев, и в итоге была выбрана Эми Адамс. Кристофер Уокен был взят на роль Фрэнка Абигнейла-старшего после предложения Паркса. Мартин Шин сыграл Роджера Стронга. Спилберг хотел, чтобы Паулу Абигнейл сыграла французская актриса, чтобы соответствовать фактам. Он попросил помощи у Брайана де Пальмы, который жил в Париже, и тот провёл собеседования с несколькими актрисами, его выбор пал на Натали Бай. Спилберг увидел Дженнифер Гарнер в сериале «Шпионка» и захотел, чтобы она сыграла небольшую роль в фильме.

### Съёмки
Первоначальные съёмки в Лос-Анджелесе были назначены на январь 2002 года, но позже их перенесли на 7 февраля. Съёмки проходили в Бербанке (Калифорния), Дауни, Нью-Йорке, международном аэропорту Торонто (который стал международным аэропортом Майами специально для фильма), Квебеке и Монреале. Фильм был снят в 147 разных местах всего за 52 дня. По словам ДиКаприо, «сцены, съёмки которых, как мы думали, займут три дня, занимали один день». Съёмки проходили с 25 по 30 апреля на Парк Авеню на Манхэттене, недалеко от отеля Уолдорф-Астория. Производство переехало в Ориндж (Нью-Джерси) и вернулось в Бруклин для сцен в банке и в суде. Съёмки также проходили в Центре полётов TWA в международном аэропорту имени Джона Ф. Кеннеди. Город Квебек был выбран по своему европейскому характеру и французскому духу. Площадь Рояль в Старом Квебеке выступала в роли французского города Монришар, церковь, на фоне которой проходила сцена ареста — Нотр-Дам-де-Виктуар. Съёмки закончились 12 мая в Монреале.

## Награды и номинации
- 2003 — две номинации на премию «Оскар»: лучшая мужская роль второго плана (Кристофер Уокен), лучшая музыка к фильму (Джон Уильямс)
- 2003 — номинация на премию «Спутник» за лучшую работу художника—постановщика (Сара Ноулз)
- 2003 — номинация на премию «Золотой глобус» за лучшую мужскую роль — драма (Леонардо Ди Каприо)
- 2003 — премия BAFTA за лучшую мужскую роль второго плана (Кристофер Уокен), а также три номинации: лучший адаптированный сценарий (Джефф Натансон), лучшая музыка к фильму (Джон Уильямс), лучший дизайн костюмов (Мэри Зофрис)
- 2003 — премия Гильдии киноактёров США за лучшую мужскую роль второго плана (Кристофер Уокен)
- 2004 — номинация на премию «Грэмми» за лучший альбом-саундтрек (Джон Уильямс)

## Мюзикл
В 2011 году по мотивам фильма был поставлен мюзикл.